# Base des Forces canadiennes Greenwood
Pour les articles homonymes, voir Greenwood.
La base des Forces canadiennes (BFC) Greenwood est une base des Forces canadiennes située à Greenwood en Nouvelle-Écosse. Elle est sous le Commandement aérien et l'une de deux bases au Canada à utiliser le CP-140 Aurora et le CP-140A Arcturus. La 14e Escadre Greenwood est la principale unité occupant la base.